# Мистлер, Жан
Жан Мистлер (фр. Jean Mistler; 1 сентября 1897, Сорез — 11 ноября 1988, Париж) — французский политик, журналист и писатель.

## Биография
Сын эльзасского музыканта, семья которого покинула родину после германской аннексии, и пианистки из Лангедока.
Окончил монастырскую школу в Сорезе, Каркассонский лицей и лицей Генриха IV. В 1915 году был призван на фронт. Демобилизовался в чине младшего лейтенанта, в 1919 поступил в Высшую нормальную школу, в 1920-м стал агреже словесности.
В 1921—1925 годах был атташе по культуре при французском посольстве в Венгрии и вел курс французской литературы в Будапештском университете, затем работал на Ке-д’Орсе в должности начальника секции литературы и искусства Службы французских работ за границей при министерстве иностранных дел, сменив на этом посту Поля Морана.
В 1928 году начал политическую карьеру, выставив свою кандидатуру на парламентских выборах в департаменте Од по округу Кастельнодари от партии радикал-социалистов. 29 апреля был избран во втором туре, получив 8339 голосов против 5476 у его основного соперника Ривьера. Был членом комиссий иностранных дел и аэронавтики. В 1931 году подал парламентский запрос правительству о результатах переговоров в Соединенными Штатами по поводу предложений президента Гувера.
1 мая 1932 был переизбран 9674 голосами против 3623 у кандидата от СФИО Шальбера. Был генеральным советником и мэром Кастельнодари.
Назначенный младшим государственным секретарем изящных искусств в третьем кабинете Эррио (3 июня 1932), остался в должности при правительстве Поль-Бонкура, до 28 января 1933.
26 октября 1933 стал министром почт, телеграфа и телефона в кабинете Альбера Сарро, остался в должности в кабинете Шотана, до 27 января 1934. Министр торговли и промышленности во втором кабинете Даладье (30.01—7.02.1934).
Выступление 6 февраля 1934 года положило конец министерской карьере Мистлера. Назначенный  докладчиком парламентской комиссии по вопросу реформы избирательной системы, 4 февраля 1936 выступил за отказ от пропорциональной системы в пользу мажоритарной.
3 мая 1936 был переизбран 8538 голосами из 14318, после снятия кандидатуры Курьера, выдвигавшегося от СФИО. В 1936—1940 годах возглавлял комиссию иностранных дел.
22 февраля 1938, в связи с готовившимся аншлюсом и германскими претензиями к Чехословакии Мистлер созвал комиссию, заслушавшую министра иностранных дел Ивона Дельбоса, который сообщил о соглашениях с Чехословакией и заверил, что правительство выполнит свои обязательства. 8 декабря 1939 Мистлер просил Лигу Наций осудить советскую агрессию против Финляндии и заявил, что единственной гарантией для нейтральных стран является «победа союзников, демократических стран».
После капитуляции Франции 9 июля 1940 как докладчик комиссии по всеобщему избирательному праву представил единогласно одобренный проект резолюции о ревизии конституционных законов 1875 года. Предложение было принято 395 голосами против трех. На следующий день он вотировал проект конституционного закона, предоставлявшего правительству республики все полномочия для принятия новой конституции, которая подлежала одобрению нацией.
Назначенный в январе 1941 членом Национального совета Виши и утвержденный в должности мэра Кастельнодари, 13 июня 1942 принял в городе маршала Петена. Месяцем позже, по истечении срока своего депутатского мандата, отказался войти в кабинет Лаваля, подал в отставку с поста мэра и уехал в Париж. В июне 1944 на конгрессе, собранном в Алжире, Мистлер, получивший после освобождения Франции прозвище «могильщика республики», был исключен из радикальной партии, как и все,  голосовавшие за Петена 10 июля 1940. Впоследствии заявил: «Я не жалею ни о том, что занимался политикой, ни о том, что она меня покинула».
Оставив политику, сосредоточился на литературной деятельности, которой занимался с 1925 года, когда вышла его первая художественная публикация. В 1928—1940 годах печатал статьи в la Revue de Paris. В 1944—1947 годах был содиректором издательского дома Ле-Роше. В 1947—1960 годах был генеральным директором, затем президентом Дома французской книги. С 1954 года вел литературную и музыкальную хронику в газете L'Aurore. В 1964—1969 годах руководил департаментом общей литературы дома Ашет.
2 июня 1966 был избран членом Французской академии, получив 20 голосов против семи у Анри де Монфреда. 13 апреля 1967 был принят в состав академии Марселем Брионом. 15 ноября 1973 был избран бессменным секретарем Французской академии, 19 сентября 1985, подал в отставку по состоянию здоровья и стал почетным бессменным секретарем.

## Сочинения
- Замки в Баварии / Châteaux en Bavière, 1925
- Мадам де Сталь и Морис О'Доннелл (1805—1817) / Madame de Staël et Maurice O'Donnell (1805-1817), 1926
- Жизнь Гофмана / La vie d'Hoffmann, 1927
  - Русское издание: Жан Мистлер. Жизнь Гофмана. Пер. с франц. А. Франковского. — Л.: Academia, 1929
- Этелька, или Парижский триумф / Ethelka, ou le Triomphe de Paris, 1929
- Вена / Vienne, 1931
- Дом доктора Клифтона / La maison du Docteur Clifton, 1932
- Проблемы внешней политики, обсуждение гг. Мистлеоа, Тирара, Рейно, Юбера, Муссе, Риво и Озюски / Problèmes de politique extérieure, conférences par MM. Mistler, Tirard, Reynaud, Hubert, Mousset, Rivaud et Osusky, 1938
- Роже Шатель / Roger Chastel, 1943
- Веления ночи / Dictées de la nuit, 1943
- Шамфор: Максимы и анекдоты, введение и примечания / Chamfort, Maximes et anecdotes, introduction et notes, 1944
- Вампир: извлечение из мемуаров шевалье де Вильвера / Le Vampire, extrait des Mémoires du Chevalier de Villevert, 1944
- Нагая жена и Золотой телец / La Femme nue et le Veau d'or, 1945
- Бенжамен Констан: Интимный дневник (введение и примечания) / Benjamin Constant, Journal intime, suivi d'Adolphe et du Cahier rouge, introduction et notes, 1946
- Гобино "Плеяды" (подготовка текста, введение и примечания) / Gobineau, Les Pléiades, établissement du texte, introduction et notes, 1947
- Гобино "Ренессанс, историчнские сцены" (подготовка текста, введение и примечания) / Gobineau, la Renaissance, scènes historiques, établissement du texte, introduction et notes,, 1947
- Шодерло де Лакло "Опасные связи" (подготовка текста, введение и примечания) / Choderlos de Laclos, Les Liaisons dangereuses, établissement du texte, introduction et notes, 1948
- Бенжамен Констан и мадам де Сталь. Письма к другу. Сто одиннадцать неизданных писем к Клоду Оше / Benjamin Constant et Mme de Staël, Lettres à un ami, Cent onze lettres inédites à Claude Hochet, 1949
- Неоконченная симфония / La symphonie inachevée, 1950, премия Виве Французской академии (1951)
- Фантастика Гофмана / Hoffmann le fantastique, 1950
- В Байройте с Рихардом Вагнером / A Bayreuth avec Richard Wagner, 1960
- Эпиналь и народное воображение / Épinal et l'imagerie populaire (avec F. Blaudez et A. Jacquemin), 1961
- 14 июля / Le 14 juillet, 1963
- Дом Ашет с 1826 года до наших дней / La librairie Hachette de 1826 à nos jours, 1964
- Край света / Le bout du monde, 1964
- Наполеон и империя / Napoléon et l'Empire, 1967
- Хоры Святого Спасителя / Les orgues de Saint-Sauveur, 1967
- Записки капитана Куанье (первое ищдание оригинальной рукописи) / Les Cahiers du capitaine Coignet, première édition d'après le manuscrit original, 1968
- Лейтенант Шевалье: Воспоминания о наполеоновских войнах / Lieutenant Chevalier, Souvenirs des guerres napoléoniennes, 1970
- Каспар Хаузер / Gaspard Hauser, 1971
- Путь по запрудам / La route des étangs, 1971
- Избранники богов / Aimés des Dieux, 1972
- Вермеер Делфтский / Vermeer de Delft, 1973
- Кораблекрушение у Монтекристо / Le naufrage du Monte-Cristo, 1973
- Друг бедных / L'Ami des pauvres, 1974
- Восточный вокзал / Gare de l'Est, 1975
- Хороший вес / Bon poids, Grasset, 1976
- Гюго и Вагнер лицом к судьбе / Hugo et Wagner face à leur destin, 1977
- Вагнер и Байройт / Wagner et Bayreuth, 1980
- Под куполом / Sous la coupole, 1981
- Фобур Антуан / Faubourg Antoine, 1982
- Юный бродяга / Le jeune homme qui rôde, 1984 (премия Сен-Симона, 1984)